# Sierra de Cadix
La Sierra de Cadix (en espagnol : Sierra de Cádiz) est l'une des six comarques de la province de Cadix (communauté autonome d'Andalousie), dans le sud de l'Espagne.
Elle comprend vingt communes : Alcalá del Valle, Algar, Algodonales, Arcos de la Frontera, Benaocaz, Bornos, El Bosque, El Gastor, Espera, Grazalema, Olvera, Prado del Rey, Puerto Serrano, Setenil de las Bodegas, Torre Alháquime, Ubrique, Villaluenga del Rosario, Villamartín y Zahara de la Sierra.
Elle est limitrophe de la comarque de la Campiña de Jerez, de la province de Malaga (comarque de la Serranía de Ronda) et de la province de Séville (comarques de la Sierra sud de Séville et du Bas Guadalquivir).
La Sierra de Cadix est également appelée Sierra de Grazalema. Elle se situe à l'extrémité occidentale des Cordillères bétiques, et se compose de divers massifs : Sierra de Zafalgar, Sierra del Endrinar, et Sierra del Pinar où se dresse le point culminant de la province, le Pic du Pinar ou Torreón (es) (1 654 m). Sur une grande partie de sa superficie s'étend le Parc naturel de la Sierra de Grazalema, réserve de biosphère depuis 1977. On y trouve un certain nombre de sites remarquables, tels que la Cueva del Gato, la Cueva de la Pileta et la Garganta Verde. La comarque présente l'un des plus abondants régimes pluviométriques d'Espagne, et constitue un des derniers réduits du pinsapo dans son environnement naturel. 
La Sierra est partagée partagée entre la juridiction de deux partidos judiciales : Arcos de la Frontera (qui regroupe les communes d'Alcalá del Valle, Algar, Algodonales, Bornos, Espera, El Gastor, Olvera, Puerto Serrano, Setenil de las Bodegas, Torre Alháquime et Villamartín) et Ubrique (qui regroupe les communes de Benaocaz, El Bosque, Grazalema, Prado del Rey, Villaluenga del Rosario et Zahara de la Sierra).
Les différentes communes de la Sierra de Cadix forment la mancomunidad homonyme, et relèvent du diocèse d'Asidonia-Jerez, suffragant de l'archevêché de Séville.
Sous Al Andalus, ces territoires se répartissaient entre le royaume de Séville et le royaume de Grenade. Après la Reconquête, une grande partie de ces terres s'est trouvée placée sous l'autorité de la Maison d'Arcos, titulaire du duché d'Arcos de la Frontera.

## Source
- (es) Cet article est partiellement ou en totalité issu de l’article de Wikipédia en espagnol intitulé « Sierra de Cádiz » (voir la liste des auteurs).